# Кляйн-Бюнцов
Кляйн-Бюнцов (нім. Klein Bünzow) — громада в Німеччині, розташована в землі Мекленбург-Передня Померанія. Входить до складу району Передня Померанія-Грайфсвальд. Складова частина об'єднання громад Цюссов.
Площа — 34,78 км2. Населення становить 673 ос. (станом на 31 грудня 2020).